# Drino antennalis
Drino antennalis là một loài ruồi trong họ Tachinidae.